# Филипповск
Фили́пповск — село в Зиминском районе Иркутской области России. Административный центр Филипповского муниципального образования.

## География
Село находится на расстоянии примерно 18 км к востоку от города Зима, административного центра района.

## Происхождение названия
Населённый пункт был основан в 1907 году Растягаевым Владимиром Филипповичем. От его отчества и произошло название села (тогда участка). Имя и фамилия дали названия участкам Владимировский и Большерастягаевский.

## Население
| 2002 | 2010 | 2011 | 2012 |
| ---- | ---- | ---- | ---- |
| 355  | ↘306 | ↘305 | ↘301 |

### Половой состав
По данным Всероссийской переписи в 2010 году в селе проживало 306 человек (156 мужчин и 150 женщин).